# Herrarnas jaktstart vid världsmästerskapen i skidskytte 2012
Herrarnas jaktstart vid Skidskytte-VM 2012 avgjordes på söndagen den 4 mars 2012 (CET) på Chiemgau-Arena i Ruhpolding, Tyskland.
Detta var herrarnas andra individuella tävling på mästerskapet. Startordningen i denna tävling var helt baserad på hur slutresultatet blev i den föregående tävlingen (sprinten). Om man till exempel vann med 19 sekunder före tvåan på sprinten gick man ut först i jaktstarten, 19 sekunder före tvåan och så vidare. I tävlingen gick fransmannen Martin Fourcade ut först, 15,1 sekunder före norrmannen Emil Hegle Svendsen och 17,7 sekunder före svensken Carl Johan Bergman.
Loppet vanns av Martin Fourcade som behöll sin utgångsposition från sprinten. Tvåa blev Carl Johan Bergman som körde upp sig en placering medan Anton Sjipulin slutade trea efter att ha kört upp sig från en 13:e plats i sprinten.

## Tidigare världsmästare i jaktstart
| År   | Ort             | Mästare              |
| ---- | --------------- | -------------------- |
| 2007 | Antholz         | Ole-Einar Bjørndalen |
| 2008 | Östersund       | Ole-Einar Bjørndalen |
| 2009 | Pyeongchang     | Ole-Einar Bjørndalen |
| 2010 | Chanty-Mansijsk | Tävlades inte i      |
| 2011 | Chanty-Mansijsk | Martin Fourcade      |

## Resultat
| Placering | Namn                | Land      | Tid     | Straffrundor (L+L+S+S) |
| --------- | ------------------- | --------- | ------- | ---------------------- |
| 1         | Martin Fourcade     | Frankrike | 33.39,4 | 4 (1+1+0+2)            |
| 2         | Carl Johan Bergman  | Sverige   | +5,2    | 2 (0+1+1+0)            |
| 3         | Anton Sjipulin      | Ryssland  | +22,1   | 1 (1+0+0+0)            |
| 4         | Daniel Mesotitsch   | Österrike | +28,4   | 2 (0+0+1+1)            |
| 5         | Emil Hegle Svendsen | Norge     | +45,4   | 4 (1+1+0+2)            |
| 6         | Simon Fourcade      | Frankrike | +53,0   | 3 (1+1+0+1)            |
| 7         | Tarjei Bø           | Norge     | +59,3   | 3 (2+0+0+1)            |
| 8         | Jakov Fak           | Slovenien | +1.06,2 | 3 (0+0+1+2)            |
| 9         | Simon Schempp       | Tyskland  | +1.06,7 | 2 (0+2+0+0)            |
| 10        | Fredrik Lindström   | Sverige   | +1.11,5 | 4 (1+3+0+0)            |